# Strandibalonius oppositus
Strandibalonius oppositus is een hooiwagen uit de familie Podoctidae. De originele naamcombinatie (protoniem) is Serratobunus oppositus Roewer 1927. Een volgende naamrecombinatie in sommige online bronnen was Metibalonius oppositus (Roewer 1927) in Hallan (Unpublished), maar blijkbaar niet overgenomen in taxonomische publicaties (hoewel impliciet in Goodnight & Goodnight 1957 uit de synonomie van Serratobunus onder Strandibalonius). Een volgende naamrecombinatie werd gepubliceerd als Strandibalonius oppositus (Roewer 1927) in Kury, Mendes et al. 2020.